# Cesana Torinese
Cesana Torinese (piemonti nyelven Cesan-a, okszitán nyelven Cesana) egy település Olaszországban, Torino megyében.

## Elhelyezkedése

Cesana Torinese község Torino megye térképén

Cesana Torinese a Susa-völgyben található, és a Susa- és Sangone-völgyi Hegyi Közösség részét képezi. A Cesana Torinesevel határos települések: Abriès, Cervières, Claviere, Montgenèvre, Névache, Oulx, Sauze di Cesana és Sestriere. területén alakul ki a Ripa és a Dora folyók összefolyásából a Dora Riparia.

## Sport
A XX. téli olimpiai játékok versenyeinek színhelye. Itt zajlottak a bob, a szánkó, a biatlon és a szkeleton versenyek.